# Material Girls
Pour plus de détails, voir Fiche technique et Distribution.
Material Girls (Filles matérialistes au Québec) est un film américain réalisé par Martha Coolidge, sorti en 2006. Le postulat est très librement inspiré du roman Raison et Sentiments de Jane Austen (1811), transposé à Los Angeles dans les années 2000.

## Synopsis
Les sœurs Marchetta sont héritières d'une marque de cosmétiques. Lors d'une fête en leur honneur, leur père est accusé d'avoir créé une crème qui donne de l'urticaire. Ayant perdu toute leur fortune, les sœurs Tanzie et Ava se lancent dans une enquête pour tenter de disculper leur père et de récupérer leur société.

## Fiche technique
- Titre : Material Girls
- Titre québécois : Filles matérialistes
- Titre original : Material Girls
- Réalisation : Martha Coolidge
- Scénario : John Quaintance, Jessica O'Toole et Amy Rardin
- Musique : Jennie Muskett
- Production : Milton Kim, Tim Wesley, Mark Morgan, Guy Oseary, Hilary Duff, Susan Duff, Eva LaDue, David Faigenblum
- Pays d'origine : États-Unis
- Genre : Comédie romantique
- Date de sortie : 18 août 2006 (États-Unis, Canada (dont Québec))

## Distribution
- Hilary Duff (VQ : Catherine Bonneau) : Tanzie Marchetta
- Haylie Duff (VQ : Geneviève Désilets) : Ava Marchetta
- Anjelica Huston (VQ : Anne Caron) : Fabiella
- Brent Spiner (VQ : Daniel Picard) : Tommy Katzenbach
- Lukas Haas (VQ : Sébastien Rajotte) : Henry Baines
- Joanne Baron : Gretchen
- Marcus Coloma (VQ : Daniel Roy) : Rick
- Maria Conchita Alonso (VQ : Natalie Hamel-Roy) : Inez
- Ty Hodges (VQ : Joël Legendre) : Étienne
- Philip Casnoff : Victor Marchetta
- Obba Babatundé (VQ : Gilbert Lachance) : Craig
- Colleen Camp (VQ : Johanne Léveillé) : Charlene